# Taça do Mundo de Atletismo de 1981
A terceira edição da Taça do Mundo de Atletismo decorreu no Estádio Olimpico em Roma, Itália, entre os dias 4 e 6 de setembro de 1981, sob os auspícios da IAAF. Para além das oito selecções que habitualmente tomavam parte nas edições respeitantes aos anos 70 e 80, foi também convidada a selecção do país organizador, a Itália, dado que o Estádio Olímpico possui uma pista com nove corredores.

## Edições
1977 | 1979 | 1981 | |1985 | 1989 | 1992 | 1994 | 1998 | 2002 | 2006 | 2010 |

## Provas
| Corridas: 100 m - 200 m - 400 m - 800 m - 1500 m - 5000 m - 10000 m Obstáculos: 100 m barreiras - 110 m barreiras - 400 m barreiras - 3000 metros obstáculos Saltos: Altura - Comprimento - Triplo - Vara Lançamentos: Peso - Disco - Dardo - Martelo Estafetas: 4 x 100 m - 4 x 400 m |

## Equipes participantes
- AFR - África
- AME - Américas (excluindo Estados Unidos)
- ASI - Ásia
- EUR - Europa (excluindo RDA e URSS)
- ITA - Itália
- OCE - Oceânia
- RDA - Alemanha Oriental
- URS - União Soviética
- USA - Estados Unidos

## Resultados

### Classificações gerais
| Lugar | País              | Pontos |
| ----- | ----------------- | ------ |
| 1     | Europa            | 147    |
| 2     | Alemanha Oriental | 130    |
| 3     | Estados Unidos    | 127    |
| 4     | União Soviética   | 118    |
| 5     | Américas          | 95     |
| 6     | Itália            | 93     |
| 7     | África            | 66     |
| 8     | Oceânia           | 61     |
| 9     | Ásia              | 59     |

| Lugar | País              | Pontos |
| ----- | ----------------- | ------ |
| 1     | Alemanha Oriental | 120,5  |
| 2     | Europa            | 110    |
| 3     | União Soviética   | 98     |
| 4     | Estados Unidos    | 89     |
| 5     | Américas          | 72     |
| 6     | Itália            | 68,5   |
| 7     | Oceânia           | 58     |
| 8     | Ásia              | 32     |
| 9     | África            | 26     |

### Resultados por prova

#### 100 metros
| Pos. | Atleta                | País              | Equipa | Marca |
| ---- | --------------------- | ----------------- | ------ | ----- |
| 1    | Allan Wells           | Reino Unido       | EUR    | 10"20 |
| 2    | Ernest Obeng          | Gana              | AFR    | 10"21 |
| 3    | Frank Emmelmann       | Alemanha Oriental | RDA    | 10"30 |
| 4    | Nikolay Sidorov       | União Soviética   | URS    | 10"41 |
| 5    | Colin Bradford        | Jamaica           | AME    | 10"44 |
| 6    | Pier F. Pavoni        | Itália            | ITA    | 10"51 |
| 7    | Gerrard Keating       | Austrália         | OCE    | 10"51 |
| 8    | Suchart Chairsuvaparb | Tailândia         | ASI    | 10"73 |
| 9    | Carl Lewis            | Estados Unidos    | USA    | 10"96 |

Vento: +0.2m/s
| Pos. | Atleta              | País              | Equipa | Marca |
| ---- | ------------------- | ----------------- | ------ | ----- |
| 1    | Evelyn Ashford      | Estados Unidos    | USA    | 11"02 |
| 2    | Kathy Smallwood     | Reino Unido       | EUR    | 11"10 |
| 3    | Marlies Göhr        | Alemanha Oriental | RDA    | 11"13 |
| 4    | Angella Taylor      | Canadá            | AME    | 11"18 |
| 5    | Natalya Bochina     | União Soviética   | URS    | 11"38 |
| 6    | Marisa Masullo      | Itália            | ITA    | 11"53 |
| 7    | Helen Edwards       | Austrália         | OCE    | 11"58 |
| 8    | Nawal El Moutawakel | Marrocos          | AFR    | 11"92 |
| 9    | Yukiko Osako        | Japão             | ASI    | 12"14 |

Vento: +0.1m/s

#### 200 metros
| Pos. | Atleta               | País              | Equipa | Marca |
| ---- | -------------------- | ----------------- | ------ | ----- |
| 1    | Mel Lattany          | Estados Unidos    | USA    | 20"21 |
| 2    | Allan Wells          | Reino Unido       | EUR    | 20"53 |
| 3    | Frank Emmelmann      | Alemanha Oriental | RDA    | 20"57 |
| 4    | Don Quarrie          | Jamaica           | AME    | 20"66 |
| 5    | Giovanni Bongiorni   | Itália            | ITA    | 21"11 |
| 6    | Yuriy Naumenko       | União Soviética   | URS    | 21"13 |
| 7    | Degnan Kablan        | Costa do Marfim   | AFR    | 21"20 |
| 8    | Toshio Toyota        | Japão             | ASI    | 21"39 |
| 9    | Peter van Miltenberg | Austrália         | OCE    | 21"88 |

Vento: +0.1m/s
| Pos. | Atleta                | País              | Equipa | Marca |
| ---- | --------------------- | ----------------- | ------ | ----- |
| 1    | Evelyn Ashford        | Estados Unidos    | USA    | 22"18 |
| 2    | Jarmila Kratochvílová | Tchecoslováquia   | EUR    | 22"31 |
| 3    | Bärbel Wöckel         | Alemanha Oriental | RDA    | 22"41 |
| 4    | Angela Taylor         | Canadá            | AME    | 22"67 |
| 5    | Natalya Bokhina       | União Soviética   | URS    | 23"05 |
| 6    | Marisa Masullo        | Itália            | ITA    | 23"22 |
| 7    | Helen Edwards         | Austrália         | OCE    | 23"68 |
| 8    | Hannah Afriye         | Gana              | AFR    | 24"63 |
| 9    | Emiko Konishi         | Japão             | ASI    | 24"82 |

Vento: +0.7m/s

#### 400 metros
| Pos. | Atleta            | País               | Equipa | Marca |
| ---- | ----------------- | ------------------ | ------ | ----- |
| 1    | Cliff Willey      | Estados Unidos     | USA    | 44"88 |
| 2    | Mauro Zuliani     | Itália             | ITA    | 45"26 |
| 3    | Bert Cameron      | Jamaica            | AME    | 45"27 |
| 4    | Hartmut Weber     | Alemanha Ocidental | RFA    | 45"52 |
| 5    | Viktor Markin     | União Soviética    | URS    | 45"78 |
| 6    | Andreas Knebel    | Alemanha Oriental  | RDA    | 45"86 |
| 7    | Hassan El Kashief | Sudão              | AFR    | 45"96 |
| 8    | Gary Minihan      | Austrália          | OCE    | 46"85 |
| 9    | Takeyuki Isobe    | Japão              | ASI    | 47"71 |

| Pos. | Atleta                | País              | Equipa | Marca |
| ---- | --------------------- | ----------------- | ------ | ----- |
| 1    | Jarmila Kratochvílová | Tchecoslováquia   | EUR    | 48"61 |
| 2    | Marita Koch           | Alemanha Oriental | RDA    | 49"27 |
| 3    | Jacqueline Pusey      | Jamaica           | AME    | 51"48 |
| 4    | Denean Howard         | Estados Unidos    | USA    | 51"76 |
| 5    | Erika Rossi           | Itália            | ITA    | 52"50 |
| 6    | Irina Nazarova        | União Soviética   | URS    | 53"21 |
| 7    | Leanne Evans          | Austrália         | OCE    | 53"44 |
| 8    | Ruth Atuti            | Quênia            | AFR    | 55"58 |
| 9    | Junko Yoshida         | Japão             | ASI    | 56"00 |

#### 800 metros
| Pos. | Atleta             | País              | Equipa | Marca   |
| ---- | ------------------ | ----------------- | ------ | ------- |
| 1    | Sebastian Coe      | Reino Unido       | EUR    | 1'46"18 |
| 2    | James Robinson     | Estados Unidos    | USA    | 1'47"31 |
| 3    | Detlef Wagenknecht | Alemanha Oriental | RDA    | 1'47"49 |
| 4    | Michael Hillardt   | Austrália         | OCE    | 1'47"59 |
| 5    | Omer Khalifa       | Sudão             | AFR    | 1'47"63 |
| 6    | Joaquim Cruz       | Brasil            | AME    | 1'47"77 |
| 7    | Carlo Grippo       | Itália            | ITA    | 1'47"79 |
| 8    | Nikolay Kirov      | União Soviética   | URS    | 1'48"15 |
| 9    | Abraham Rajan      | Índia             | ASI    | 1'53"21 |

| Pos. | Atleta             | País              | Equipa | Marca   |
| ---- | ------------------ | ----------------- | ------ | ------- |
| 1    | Lyudmila Veselkova | União Soviética   | URS    | 1'57"48 |
| 2    | Martina Steuk      | Alemanha Oriental | RDA    | 1'58"31 |
| 3    | Jolanta Januchta   | Polónia           | EUR    | 1'58"32 |
| 4    | Gabriella Dorio    | Itália            | ITA    | 1'59"43 |
| 5    | Terri-Anne Cater   | Austrália         | OCE    | 2'00"56 |
| 6    | Madeline Manning   | Estados Unidos    | USA    | 2'01"79 |
| 7    | Brit McRoberts     | Canadá            | AME    | 2'02"19 |
| 8    | Mary Chemweno      | Quênia            | AFR    | 2'05"73 |
| 9    | Geeta Zutshi       | Índia             | ASI    | 2'09"56 |

#### 1500 metros
| Pos. | Atleta             | País              | Equipa | Marca   |
| ---- | ------------------ | ----------------- | ------ | ------- |
| 1    | Steve Ovett        | Reino Unido       | EUR    | 3'34"95 |
| 2    | John Walker        | Nova Zelândia     | OCE    | 3'35"49 |
| 3    | Olaf Beyer         | Alemanha Oriental | RDA    | 3'35"58 |
| 4    | Mike Boit          | Quênia            | AFR    | 3'36"29 |
| 5    | Sydney Maree       | Estados Unidos    | USA    | 3'36"56 |
| 6    | Nikolay Kirov      | União Soviética   | URS    | 3'38"05 |
| 7    | Claudio Patrignani | Itália            | ITA    | 3'39"41 |
| 8    | John Craig         | Canadá            | AME    | 3'39"86 |
| 9    | Takahashi Ishii    | Japão             | ASI    | 3'40"93 |

| Pos. | Atleta          | País              | Equipa | Marca   |
| ---- | --------------- | ----------------- | ------ | ------- |
| 1    | Tamara Sorokina | União Soviética   | URS    | 4'03"33 |
| 2    | Gabriella Dorio | Itália            | ITA    | 4'03"75 |
| 3    | Ulrike Bruns    | Alemanha Oriental | RDA    | 4'04"67 |
| 4    | Anna Bukis      | Polónia           | EUR    | 4'06"72 |
| 5    | Jan Merril      | Estados Unidos    | USA    | 4'08"98 |
| 6    | Brit McRoberts  | Canadá            | AME    | 4'09"66 |
| 7    | Mary Chamaneno  | Quênia            | AFR    | 4'10"69 |
| 8    | Diane Roger     | Austrália         | OCE    | 4'19"98 |
| 9    | Xiu Nun Zhang   | China             | ASI    | 4'26"97 |

#### 5000 metros/3000 metros
| Pos. | Atleta              | País              | Equipa | Marca    |
| ---- | ------------------- | ----------------- | ------ | -------- |
| 1    | Eamonn Coghlan      | Irlanda           | EUR    | 14'08"39 |
| 2    | Hansjörg Kunze      | Alemanha Oriental | RDA    | 14'08"54 |
| 3    | Vittorio Fontanella | Itália            | ITA    | 14'09"06 |
| 4    | Valeriy Abramov     | União Soviética   | URS    | 14'09"85 |
| 5    | Tolossa Kotu        | Etiópia           | AFR    | 14'11"14 |
| 6    | Matt Centrowitz     | Estados Unidos    | USA    | 14'11"14 |
| 7    | Gopal Singh Saini   | Índia             | ASI    | 14'14"88 |
| 8    | Paul Williams       | Canadá            | AME    | 14'24"21 |
| 9    | Peter Renner        | Nova Zelândia     | OCE    | 14'31"67 |

| Pos. | Atleta               | País              | Equipa | Marca    |
| ---- | -------------------- | ----------------- | ------ | -------- |
| 1    | Angelika Zauber      | Alemanha Oriental | RDA    | 8'54"89  |
| 2    | Maricica Puica       | Roménia           | EUR    | 8'55"80  |
| 3    | Silvana Cruciata     | Itália            | ITA    | 8'57"10  |
| 4    | Tatyana Pozdnyakova  | União Soviética   | URS    | 9'02"95  |
| 5    | Brenda Webb          | Estados Unidos    | USA    | 9'13"10  |
| 6    | Justina Chepchirchir | Quênia            | AFR    | 9'18"80  |
| 7    | Barbara Moore        | Nova Zelândia     | OCE    | 9'18"83  |
| 8    | Akemi Masuda         | Japão             | ASI    | 9'58"07  |
| 9    | Angelita Lind        | Porto Rico        | AME    | 10'20"92 |

#### 10000 metros
| Pos. | Atleta             | País              | Equipa | Marca       |
| ---- | ------------------ | ----------------- | ------ | ----------- |
| 1    | Werner Schildhauer | Alemanha Oriental | RDA    | 27'38"43 NR |
| 2    | Mohamed Kedir      | Etiópia           | AFR    | 27'39"44 NR |
| 3    | Alberto Salazar    | Estados Unidos    | USA    | 27'40"69    |
| 4    | Venanzio Ortis     | Itália            | ITA    | 27'42"70    |
| 5    | Martti Vainio      | Finlândia         | EUR    | 27'48"82    |
| 6    | Toomas Turb        | União Soviética   | URS    | 27'54"18    |
| 7    | Kunimutsu Itoh     | Japão             | ASI    | 28'35"95    |
| 8    | Steve Austin       | Austrália         | OCE    | 28'51"70    |
| 9    | Peter Butler       | Canadá            | AME    | 29'47"05    |

#### 110 metros barreiras/100 metros barreiras
| Pos. | Atleta             | País              | Equipa | Marca |
| ---- | ------------------ | ----------------- | ------ | ----- |
| 1    | Greg Foster        | Estados Unidos    | USA    | 13"32 |
| 2    | Alejandro Casañas  | Cuba              | AME    | 13"36 |
| 3    | Július Ivan        | Tchecoslováquia   | EUR    | 13"66 |
| 4    | Andreas Schlisske  | Alemanha Oriental | RDA    | 13"72 |
| 5    | Yuriy Chervanyev   | União Soviética   | URS    | 13"76 |
| 6    | Daniele Fontecchio | Itália            | ITA    | 13"90 |
| 7    | Tim Soper          | Nova Zelândia     | OCE    | 14"31 |
| 8    | Yoshifumi Fujimori | Japão             | ASI    | 14"31 |
| 9    | Charles Kokoyo     | Quênia            | AFR    | 14"63 |

Vento: -0.2m/s
| Pos. | Atleta              | País              | Equipa | Marca |
| ---- | ------------------- | ----------------- | ------ | ----- |
| 1    | Tatyana Anisimova   | União Soviética   | URS    | 12"85 |
| 2    | Kerstin Knabe       | Alemanha Oriental | RDA    | 12"91 |
| 3    | Lucyna Langer       | Polónia           | EUR    | 12"97 |
| 4    | Stephanie Hightower | Estados Unidos    | EUA    | 13"09 |
| 5    | Penny Gillies       | Austrália         | OCE    | 13"59 |
| 6    | Patrizia Lombardo   | Itália            | ITA    | 13"68 |
| 7    | Grisel Machado      | Cuba              | AME    | 13"76 |
| 8    | Emi Akimoto         | Japão             | ASI    | 13"97 |
| 9    | Cécile Ngambi       | Camarões          | AFR    | 14"16 |

Vento: +0.1m/s

#### 400 metros barreiras
| Pos. | Atleta              | País              | Equipa | Marca |
| ---- | ------------------- | ----------------- | ------ | ----- |
| 1    | Edwin Moses         | Estados Unidos    | USA    | 47"37 |
| 2    | Volker Beck         | Alemanha Oriental | RDA    | 49"16 |
| 3    | Harry Schulting     | Países Baixos     | EUR    | 49"69 |
| 4    | Vasili Arkhipenko   | União Soviética   | URS    | 49"85 |
| 5    | Antônio E. Ferreira | Brasil            | AME    | 50"45 |
| 6    | Garry Brown         | Austrália         | OCE    | 50"59 |
| 7    | Saverio Gellini     | Itália            | ITA    | 50"69 |
| 8    | Takashi Nagao       | Japão             | ASI    | 51"95 |
| 9    | Jackson Melly       | Quênia            | AFR    | 52"90 |

| Pos. | Atleta             | País              | Equipa | Marca |
| ---- | ------------------ | ----------------- | ------ | ----- |
| 1    | Ellen Neumann      | Alemanha Oriental | RDA    | 54"82 |
| 2    | Genowefa Blaszak   | Polónia           | EUR    | 56"20 |
| 3    | Anna Kastezhkaya   | União Soviética   | URS    | 56"37 |
| 4    | Lynette Young      | Austrália         | OCE    | 57"51 |
| 5    | Giuseppina Cirulli | Itália            | ITA    | 58"11 |
| 6    | Mercedes Mesa      | Cuba              | AME    | 59"53 |
| 7    | Sandy Myers        | Estados Unidos    | USA    | 59"95 |
| 8    | Yumiko Aoi         | Japão             | ASI    | 61"72 |
| 9    | Céléstine N'Drin   | Costa do Marfim   | AFR    | 64"68 |

#### 3000 metros obstáculos
| Pos. | Atleta              | País              | Equipa | Marca   |
| ---- | ------------------- | ----------------- | ------ | ------- |
| 1    | Boguslaw Maminski   | Polónia           | EUR    | 8'19"89 |
| 2    | Mariano Scartezzini | Itália            | ITA    | 8'19"93 |
| 3    | Masanari Shintaku   | Japão             | ASI    | 8'23"64 |
| 4    | Ralf Pönitzsch      | Alemanha Oriental | RDA    | 8'24"13 |
| 5    | Greg Duhaime        | Canadá            | AME    | 8'25"12 |
| 6    | Sergey Yepishin     | União Soviética   | URS    | 8'28"78 |
| 7    | Eshetu Tura         | Etiópia           | AFR    | 8'35"23 |
| 8    | Peter Larkins       | Austrália         | OCE    | 8'39"63 |
|      | Henry Marsh         | Estados Unidos    | USA    | DQ      |

Henry Marsh foi o primeiro a cortar a meta, com o tempo de 8'23"64, mas acabaria 
desclassificado por não ter passado claramente por cima da última vala de água.

#### Estafeta 4 x 100 metros
| Pos. | Atletas | Equipa | Marca |
| ---- | --- | ------ | ----- |
| 1    | Krzysztof Zwolinski · Zenon Licznerski · Leszek Dunecki · Marian Woronin, Polónia                                               | EUR    | 38"73 |
| 2    | Frank Hollender · Detlef Kübeck · Bernhard Hoff · Frank Emmelmann, Alemanha Oriental                                            | RDA    | 38"79 |
| 3    | Mel Lattany · Anthony Ketchum · Stanley Floyd · Steve Williams, Estados Unidos                                                  | USA    | 38"85 |
| 4    | Yuriy Naumenko · Nikolay Sidorov · Aleksandr Aksinin · Vladimir Muravyov, União Soviética                                       | URS    | 39"04 |
| 5    | Desai Williams, Canadá · Colin Bradford, Jamaica · Don Quarrie, Jamaica · Ben Johnson, Canadá                                   | AME    | 39"13 |
| 6    | Pierfrancesco Pavoni · Giovanni Bongiorni · Diego Nodari · Carlo Simionato, Itália                                              | ITA    | 39"67 |
| 7    | Toshio Toyota · Hideyuki Arikawa · Hideki Ikeda · Hirohito Yamazaki, Japão                                                      | ASI    | 40"07 |
| 8    | Gerrard Keating, Austrália · Shane Downey, Nova Zelândia · James Kelly, Austrália · Peter Van Miltenberg, Austrália             | OCE    | 40"85 |
|      | Amadou Meité, Costa do Marfim · Théophile Nkounkou, República do Congo · Degnan Kablan, Costa do Marfim · Ernest Obeng, Senegal | AFR    | DQ    |

| Pos. | Atletas | Equipa | Marca    |
| ---- | --- | ------ | -------- |
| 1    | Kirsten Siemon · Bärbel Wöckel · Gesine Walther · Marlies Göhr, Alemanha Oriental                          | RDA    | 42"22 WL |
| 2    | Alice Brown · Jeanette Bolden · Florence Griffith · Evelyn Ashford, Estados Unidos                         | USA    | 42"82 NR |
| 3    | Olga Zolotaryova · Olga Nasonova · Lyudmila Kondratyeva · Natalya Bochina, União Soviética                 | URS    | 43"01    |
| 4    | Lilieth Hodges, Jamaica · Jacqueline Pusey, Jamaica · Angela Bailey, Canadá · Angela Taylor, Canadá        | AME    | 43"06    |
| 5    | Wendy Brown, Nova Zelândia · Kerrie Waite, Austrália · Penny Gillies, Austrália · Helen Edwards, Austrália | OCE    | 44"99    |
| 6    | Antonella Capriotti · Carla Mercurio · Patrizia Lombardo · Marisa Masullo, Itália                          | ITA    | 45"01    |
| 7    | Nawal El Moutawakel, Marrocos · Cécile Ngambi, Camarões · Alice Adala, Quênia · Hannah Afriye, Gana        | AFR    | 46"15    |
| 8    | Tomi Osako · Yukiko Osako · Emiko Konishi · Emi Akimoto, Japão                                             | ASI    | 46"45    |
|      | Wendy Hoyte · Kathy Smallwood · Beverley Callender · Shirley Thomas, Reino Unido                           | EUR    | DNF      |

#### Estafeta 4 x 400 metros
| Pos. | Atletas | Equipa | Marca      |
| ---- | --- | ------ | ---------- |
| 1    | Walter McCoy · Cliff Wiley · Willie Smith · Tony Darden, Estados Unidos                                             | USA    | 2'59"12 WL |
| 2    | Eric Josjö, Suécia · Alfons Brijdenbach, Bélgica · Koen Gijsbers, Países Baixos · Hartmut Weber, Alemanha Ocidental | EUR    | 3'01"47    |
| 3    | Héctor Daley, Panamá · Colin Bradford, Jamaica · Michael Paul, Trinidad e Tobago · Bert Cameron, Jamaica            | AME    | 3'02"01    |
| 4    | Pavel Roshchin · Viktor Burakov · Vitaliy Fedotov · Viktor Markin, União Soviética                                  | URS    | 3'02"93    |
| 5    | Stefano Malinverni · Roberto Tozzi · Alfonso Di Guida · Mauro Zuliani, Itália                                       | ITA    | 3'03"23    |
| 6    | Frank Schaffer · Carsten Petters · Volker Beck · Andreas Knebel, Alemanha Oriental                                  | RDA    | 3'03"63    |
| 7    | Brahim Amour, Argélia · Degnan Kablan, Costa do Marfim · Sammy Koskei, Quênia · James Atuti, Quênia                 | AFR    | 3'05"55    |
| 8    | Gary Minihan · John Fleming · Peter Van Miltenberg · Michael Willis, Austrália                                      | OCE    | 3'07"11    |
| 9    | Eiji Natori · Takayuki Isobe · Shigenobu Omori · Takashi Nagao, Japão                                               | ASI    | 3'09"93    |

| Pos. | Atletas | Equipa | Marca   |
| ---- | --- | ------ | ------- |
| 1    | Dagmar Rübsam · Martina Steuck · Bärbel Wöckel · Marita Koch, Alemanha Oriental                                                    | RDA    | 3'20"62 |
| 2    | Michelle Scutt, Reino Unido · Verona Elder, Reino Unido · Joslyn Hoyte-Smith, Reino Unido · Jarmila Kratochvílová, Tchecoslováquia | EUR    | 3'23"03 |
| 3    | Charmaine Crooks, Canadá · Jackie Pusey, Jamaica · Marita Payne, Canadá · June Griffith, Guiana                                    | AME    | 3'26"42 |
| 4    | Nadezhda Lyalina · Irina Baskakova · Tatyana Litvinova · Irina Nazarova, União Soviética                                           | URS    | 3'26"92 |
| 5    | Delisa Walton · Lorna Forde · Arlise Emerson · Denean Howard, Estados Unidos                                                       | USA    | 3'30"72 |
| 6    | Patrizia Lombardo · Morena Pistrino · Giuseppina Cirulli · Erika Rossi, Itália                                                     | ITA    | 3'36"50 |
| 7    | Leanne Evans · Lynette Foreman · Gail Millar · Marian O'Shaughnessy, Austrália                                                     | OCE    | 3'37"27 |
| 8    | Lydia de Vega, Filipinas · Junko Yoshida, Japão · Gao Yanqing, China · Saik Oik Cum, Malásia                                       | ASI    | 3'44"64 |
| 9    | Marième Boye, Senegal · Céléstine N'Drin, Costa do Marfim · Regine Dramiga, Uganda · Ruth Atuki, Quênia                            | AFR    | 3'49"13 |

#### Salto em altura
| Pos. | Atleta             | País               | Equipa | Marca  |
| ---- | ------------------ | ------------------ | ------ | ------ |
| 1    | Tyke Peacock       | Estados Unidos     | USA    | 2,28 m |
| 2    | Gerd Nagel         | Alemanha Ocidental | EUR    | 2,26 m |
| 3    | Jörg Freimuth      | Alemanha Oriental  | RDA    | 2,24 m |
| 4    | Valeriy Sereda     | União Soviética    | URS    | 2,18 m |
| 5    | Milt Ottey         | Canadá             | AME    | 2,15 m |
| 6    | Massimo Di Giorgio | Itália             | ITA    | 2,15 m |
| 7    | Amadou Dia Ba      | Senegal            | AFR    | 2,15 m |
| 8    | David Hoyle        | Austrália          | OCE    | 2,10 m |
| 9    | Zhu Jianhua        | China              | ASI    | 2,05 m |

| Pos. | Atleta            | País               | Equipa | Marca  |
| ---- | ----------------- | ------------------ | ------ | ------ |
| 1    | Ulrike Meyfarth   | Alemanha Ocidental | EUR    | 1,96 m |
| 2    | Tamara Bykova     | União Soviética    | URS    | 1,96 m |
| 3    | Pam Spencer       | Estados Unidos     | USA    | 1,92 m |
| 4    | Christine Stanton | Austrália          | OCE    | 1,86 m |
| 5    | Sandra Fussati    | Itália             | ITA    | 1,86 m |
| 6    | Jutta Kirst       | Alemanha Oriental  | RDA    | 1,86 m |
| 7    | Hisao Fukumitsu   | Japão              | ASI    | 1,83 m |
| 8    | Silvia Costa      | Cuba               | AME    | 1,83 m |
| 9    | Kawther Akremi    | Tunísia            | AFR    | 1,60 m |

#### Salto com vara
| Pos. | Atleta             | País              | Equipa | Marca  |
| ---- | ------------------ | ----------------- | ------ | ------ |
| 1    | Konstantin Volkov  | União Soviética   | URS    | 5,70 m |
| 2    | Jean-Michel Bellot | França            | EUR    | 5,55 m |
| 3    | Billy Olson        | Estados Unidos    | USA    | 5,50 m |
| 4    | Tomomi Takahashi   | Japão             | ASI    | 5,40 m |
| 5    | Axel Weber         | Alemanha Oriental | RDA    | 5,30 m |
| 6    | Mauro Barella      | Itália            | ITA    | 5,20 m |
| 7    | Rubén Camino       | Cuba              | AME    | 5,20 m |
| 8    | Kieran McKee       | Nova Zelândia     | OCE    | 4,70 m |
| 9    | Mohammed Ben Saad  | Argélia           | AFR    | 4,50 m |

#### Salto em comprimento
| Pos. | Atleta               | País              | Equipa | Marca     |
| ---- | -------------------- | ----------------- | ------ | --------- |
| 1    | Carl Lewis           | Estados Unidos    | USA    | 8,15 m    |
| 2    | Gary Honey           | Austrália         | OCE    | 8,11 m NR |
| 3    | Shamil Abbyasov      | União Soviética   | URS    | 7,95 m    |
| 4    | Liu Yu-Huang         | China             | ASI    | 7,89 m    |
| 5    | Uwe Lange            | Alemanha Oriental | RDA    | 7,71 m    |
| 6    | Giovanni Evangelisti | Itália            | ITA    | 7,67 m    |
| 7    | Laszlo Szalma        | Hungria           | EUR    | 7,65 m    |
| 8    | Charlton Ehizuelen   | Nigéria           | AFR    | 7,47 m    |
| 9    | Ubaldo Duany         | Cuba              | AME    | 5,37 m    |

| Pos. | Atleta          | País              | Equipa | Marca     |
| ---- | --------------- | ----------------- | ------ | --------- |
| 1    | Sigrid Ulbricht | Alemanha Oriental | RDA    | 6,80 m CR |
| 2    | Jodi Anderson   | Estados Unidos    | USA    | 6,61 m    |
| 3    | Anna Wlodarczyk | Polónia           | EUR    | 6,59 m    |
| 4    | Tatyana Skachko | União Soviética   | URS    | 6,49 m    |
| 5    | Shonel Ferguson | Bahamas           | AME    | 6,34 m    |
| 6    | Linda Garden    | Austrália         | OCE    | 6,10 m    |
| 7    | Barbara Norello | Itália            | ITA    | 6,01 m    |
| 8    | Wu Feng         | China             | ASI    | 5,76 m    |
| 9    | Janet Yawson    | Gana              | AFR    | 5,70 m    |

#### Triplo salto
| Pos. | Atleta                  | País              | Equipa | Marca      |
| ---- | ----------------------- | ----------------- | ------ | ---------- |
| 1    | João Carlos de Oliveira | Brasil            | AME    | 17,37 m CR |
| 2    | Zou Zhenxian            | China             | ASI    | 17,34 m    |
| 3    | Willie Banks            | Estados Unidos    | USA    | 17,04 m    |
| 4    | Jaak Uudmäe             | União Soviética   | URS    | 16,83 m    |
| 5    | Béla Bakosi             | Hungria           | EUR    | 16,70 m    |
| 6    | Ken Lorraway            | Austrália         | OCE    | 16,70 m    |
| 7    | Lutz Dombrowski         | Alemanha Oriental | RDA    | 16,33 m    |
| 8    | Ajayi Agbebaku          | Nigéria           | AFR    | 16,14 m    |
| 9    | Paolo Piapan            | Itália            | ITA    | 15,38 m    |

#### Arremesso do peso
| Pos. | Atleta               | País               | Equipa | Marca   |
| ---- | -------------------- | ------------------ | ------ | ------- |
| 1    | Udo Beyer            | Alemanha Oriental  | RDA    | 21,40 m |
| 2    | Yevgeniy Mironov     | União Soviética    | URS    | 20,34 m |
| 3    | Dave Laut            | Estados Unidos     | USA    | 19,90 m |
| 4    | Ralf Reichenbach     | Alemanha Ocidental | EUR    | 19,18 m |
| 5    | Bishop Dolegiewicz   | Canadá             | AME    | 18,88 m |
| 6    | Youssef Nagui Assaad | Egito              | AFR    | 18,76 m |
| 7    | Alessandro Andrei    | Itália             | ITA    | 18,37 m |
| 8    | Phil Nettle          | Austrália          | OCE    | 17,20 m |
| 8    | Mohamed Al-Zinkawi   | Kuwait             | ASI    | NH      |

| Pos. | Atleta             | País              | Equipa | Marca   |
| ---- | ------------------ | ----------------- | ------ | ------- |
| 1    | Ilona Slupianek    | Alemanha Oriental | RDA    | 20,60 m |
| 2    | Helena Fibingerová | Tchecoslováquia   | EUR    | 19,92 m |
| 3    | Elena Sarriá       | Cuba              | AME    | 19,21 m |
| 4    | Nina Isayeva       | União Soviética   | URS    | 18,08 m |
| 5    | Cinzia Petrucci    | Itália            | ITA    | 17,77 m |
| 6    | Shen Lijuan        | China             | ASI    | 17,09 m |
| 7    | Denise Wood        | Estados Unidos    | USA    | 16,00 m |
| 8    | Christine Schulz   | Austrália         | OCE    | 14,38 m |
| 9    | Odette Mistoul     | Gabão             | AFR    | 13,56 m |

#### Lançamento do disco
| Pos. | Atleta              | País              | Equipa | Marca   |
| ---- | ------------------- | ----------------- | ------ | ------- |
| 1    | Armin Lemme         | Alemanha Oriental | RDA    | 66,38 m |
| 2    | Luis Mariano Delís  | Cuba              | AME    | 66,26 m |
| 3    | Imrich Bugár        | Tchecoslováquia   | EUR    | 64,38 m |
| 4    | Dmitriy Kovtsun     | União Soviética   | URS    | 62,82 m |
| 5    | Armando De Vicentis | Itália            | ITA    | 58,14 m |
| 6    | Mohammed Naguib     | Egito             | AFR    | 57,94 m |
| 7    | Li Weinan           | China             | ASI    | 54,52 m |
| 8    | Robin Tait          | Nova Zelândia     | OCE    | 53,24 m |
|      |                     | Estados Unidos    | USA    | DNS     |

| Pos. | Atleta               | País              | Equipa | Marca   |
| ---- | -------------------- | ----------------- | ------ | ------- |
| 1    | Evelin Jahl          | Alemanha Oriental | RDA    | 66,70 m |
| 2    | Maria Petkova        | Bulgária          | EUR    | 66,30 m |
| 3    | Galina Savinkova     | União Soviética   | URS    | 63,96 m |
| 4    | Carmen Romero        | Cuba              | AME    | 61,60 m |
| 5    | Li Xiaohui           | China             | ASI    | 55,70 m |
| 6    | Leslie Deniz         | Estados Unidos    | USA    | 53,20 m |
| 7    | Maristella Bano      | Itália            | ITA    | 50,30 m |
| 8    | Andrina Rovis-Herman | Austrália         | OCE    | 45,80 m |
| 9    | Zoubida Laayouni     | Marrocos          | AFR    | 45,24 m |

#### Lançamento do dardo
| Pos. | Atleta            | País              | Equipa | Marca   |
| ---- | ----------------- | ----------------- | ------ | ------- |
| 1    | Dainis Kûla       | União Soviética   | URS    | 89,74 m |
| 2    | Detlef Michel     | Alemanha Oriental | RDA    | 89,38 m |
| 3    | Pentti Sinersaari | Finlândia         | EUR    | 83,26 m |
| 4    | Rod Ewalino       | Estados Unidos    | USA    | 82,24 m |
| 5    | Agostino Chesini  | Itália            | ITA    | 80,96 m |
| 6    | Michael O'Rourke  | Nova Zelândia     | OCE    | 79,78 m |
| 7    | Shen Maomao       | China             | ASI    | 79,08 m |
| 8    | Justin Arop       | Uganda            | AFR    | 77,76 m |
| 8    | Dionisio Quintana | Cuba              | AME    | 77,28 m |

| Pos. | Atleta             | País              | Equipa | Marca      |
| ---- | ------------------ | ----------------- | ------ | ---------- |
| 1    | Antoaneta Todorova | Bulgária          | EUR    | 70,08 m CR |
| 2    | Petra Felke        | Alemanha Oriental | RDA    | 66,60 m PB |
| 3    | Karin Smith        | Estados Unidos    | USA    | 63,04 m    |
| 4    | Petra Rivers       | Austrália         | OCE    | 61,54 m    |
| 5    | Mayra Vila         | Cuba              | AME    | 59,00 m    |
| 6    | Leolita Blodniece  | União Soviética   | URS    | 57,06 m    |
| 7    | Tang Guoli         | China             | ASI    | 56,66 m    |
| 8    | Fausta Quintavalla | Itália            | ITA    | 52,80 m    |
| 9    | Agnès Tchuinté     | Camarões          | AFR    | 52,56 m    |

#### Lançamento do martelo
| Pos. | Atleta              | País               | Equipa | Marca   |
| ---- | ------------------- | ------------------ | ------ | ------- |
| 1    | Yuriy Sedykh        | União Soviética    | URS    | 77,42 m |
| 2    | Karl-Hans Riehm     | Alemanha Ocidental | EUR    | 75,60 m |
| 3    | Gianpaolo Urlando   | Itália             | ITA    | 71,92 m |
| 4    | Scott Neilsen       | Canadá             | AME    | 67,56 m |
| 5    | Dave McKenzie       | Estados Unidos     | USA    | 66,72 m |
| 6    | Shigenobu Murofushi | Japão              | ASI    | 66,64 m |
| 7    | Roland Steuk        | Alemanha Oriental  | RDA    | 65,74 m |
| 8    | Hakim Toumi         | Argélia            | AFR    | 59,80 m |
| 9    | Agostino Puopolo    | Austrália          | OCE    | 56,18 m |

## Legenda
- WR : Recorde do mundo
- AR : Recorde continental
- CR : Recorde da competição
- WL : Melhor marca mundial do ano
- NR : Recorde nacional
- PB : Melhor marca pessoal
- DQ : Desqualificado
- DNF: Abandono
- DNS: Não partiu
- NH : Não marcou